# 2022年亞利桑那州州務卿選舉
2022年亞利桑那州州務卿選舉將於2022年11月8 日舉行，以選舉下一任亞利桑那州州務卿。現任民主黨州務卿凱蒂·霍布斯拒絕競選第二個任期，而是競選接替巳達任期限制的州長道格·杜瑟。 亞利桑那州的初選定於8月2日舉行。